# Wim Van Den Driessche
Wim Christoffel Patrick Van Den Driessche (Eeklo, 20 juli 1969) is een Vlaamse acteur.

## Opleiding
Van Den Driessche studeerde aan het Koninklijk Conservatorium in Gent en behaalde zijn einddiploma aan de afdeling Toneel in 1990. Hij volgde sinds 1996 intensief privé-zanglessen bij onder andere Jaqueline Van Quaille en Euridicé De Boel.

## Musical
Van Den Driessche speelde vanaf 1996 in de musicals The Sound of Music (de rol van Max Detweiler), Sacco en Vanzetti (als Salsedo) en Spider/Stride in Jekyll and Hyde.
Zijn debuut in Nederland was als Alternate De Regelaar in Miss Saigon in 1998, als vaste vervanger van Willem Nijholt. Daarna speelde hij Lucheni in Elisabeth (1999), de rol die zijn naam in Nederland zou vestigen. Van Den Driessche speelde daarna Laurens in Rex (2001) en Riff in Rocky Over The Rainbow (2001).
Verder speelde Wim ook nog Kodaly in She loves me (2002), Harold in Je Negeert De Waarheid (2006), Van de Walle in Het Witte Paard (2007) en de dubbelrol Tabaqui/Buldeo in Het Junglebook (2007).
Tot voor kort was hij te zien als Max Majestic in 'Shhh...it happens! en vertolkte hij de rol van Javert en was hij de understudy van Jean Valjean in Les Miserables. Wim was in april 2009 te zien in No way to treat a lady in het Amsterdamse M-Lab. Na zijn rol in Les Misérables koos Wim voor een kleinere productie. Voor Wim was het zijn eerste productie bij het M-Lab. No Way To Treat A Lady was te zien van 8 tot en 18 april. Van den Driessche heeft tevens de rol van Frollo in de Vlaamse versie van Notre-Dame de Paris (musical) gespeeld. In 2012 was Wim te zien in Next to Normal, in de rol van Dan Goodman.

## Toneel
Wim speelde meteen na zijn studies De Kus Van De Spinnevrouw, Othello (1991), De Kaukasische Krijtkring en Kaiet-Kaiet (1992). Hij richtte in 1993, samen met Dries Van Hegen het theatergezelschap "Het Manifest" op en speelde daar Affabulazione, De Schuldeisers en Verbroken Geloften. Hij vertrok in 1995 naar Parijs om daar de rol van Leonce te spelen in Leonce en Lena.

## Televisie
Hij vertolkte gastrollen in de Vlaamse televisieseries Het Verdriet Van België, Lili en Marleen, Caravans, Niet Voor Publicatie, Wittekerke, Buiten De Zone, Spoed, Kinderen van De Windt en Vermist. Van Den Driessche was te zien in de Nederlandse televisiereeks Westenwind.

## Overig
Wim Van Den Driessche werkte mee aan diverse luisterspelen voor de radio en commercials.

## Prijzen
- 2008: Vlaamse Musicalprijs voor Bijzondere Prestatie - gewonnen
- 2008: John Kraaijkamp Musical Award voor Beste Mannelijke Hoofdrol (Javert - Les Misérables) - nominatie

## Toneelstukken en musicals
- 1988: Alice
- 1988: Dood van een handelsreiziger
- 1989: De tuin der lusten
- 1989: Demonen
- 1989: Droomnovelle
- 1990: De kus van de spinnenvrouw (Antigone)
- 1990: De Kaukasische Krijtkring (Antigone)
- 1991: Othello (Antigone)
- 1992: Kaïet-Kaïet (Speeltheater Gent; Saied)
- 1992: Affabulazione (Het Manifest)
- 1993: De Schuldeisers (Het Manifest)
- 1993: Verbroken geloften (Het Manifest)
- 1994: Leonce et Lena (Théâtre de Chemin Creux, Paris)
- 1995: The Sound of Music (Koninklijk Ballet van Vlaanderen; Rolf Gruber)
- 1996: Sacco en Vanzetti (Koninklijk Ballet van Vlaanderen; Salsedo)
- 1997: Jekyll & Hyde (Koninklijk Ballet van Vlaanderen)
- 1998: Miss Saigon ( Alternate De Regelaar)
- 1999: Elisabeth (Joop van den Ende Theaterproducties; Luigi Lucheni)
- 2001: Rex (Joop van den Ende Theaterproducties; Laurens)
- 2002: She Loves Me (Koninklijk Ballet van Vlaanderen; Steven Kodaly)
- 2002: Rocky over the Rainbow (Amsterdam Independent Theatre; Alternate Riff)
- 2006: Je negeert de waarheid
- 2006: Jungleboek - Mowgli en het regenwoud (Theater Familie; Jakhals Tabaqui / Buldeo / Aap Teel)
- 2007: Shhh... it Happens (Amsterdam Independent Theatre; Max Majestic)
- 2008: Les Miserables (Joop van den Ende Theaterproducties; Javert)
- 2008: No way to treat a lady (M-Lab)
- 2009: Je Anne (Judas Theaterproducties ; Albert Van Dussel)
- 2009: Anubis en de Legende van het Spooktheater (Studio 100 ; Theaterdirecteur & Journalist)
- 2010: Notre-Dame de Paris (musical) (Victor Hugo; Frollo)
- 2012: Next to Normal (Dan Goodman)
- 2012: Kiss me, Kate (M-lab)
- 2012: Peter Pan: The Never Ending Story (Smee ; Music Hall)
- 2017: Elisabeth in concert (Luigi Lucheni)
- 2017-2018: Was getekend, Annie M.G. Schmidt (Dick van Duijn / Johannes Daniël Schmidt (vader Annie M.G. Schmidt)
- 2019: Sweeney Todd (Rechter Turpin)
- 2019: Spektakel-musical '40-'45 (Staf DeClercq, Ensemble, U/S Mr. Leon)
- 2020: Daens (musical) (Vader Scholiers, ensemble)
- 2021-2022 Come from Away - Claude Elliot, Derm en anderen
- 2022-2023 Checkpoint Charlie - Otto
- 2024 Je Anne - Herman van Pels
- 2024 Het was zondag in het zuiden - Hubèr Dreesens
- 2024/2025 Moulin Rouge (cabaret) - alternate Harold Zidler